# 伯封
伯封（？—？），一作伯邽，姞姓，尹氏，西周时期人物。相传为尹吉甫与其后妻之子、伯奇同父异母之弟。后妻欲立其子伯封为嫡，谮害伯奇而使其被放逐。